# The Rest of Pendragon
The Rest of Pendragon – album kompilacyjny brytyjskiego zespołu Pendragon.

## Spis utworów
Album zawiera utwory:
1. Saved by You – 4:03
2. Lady Luck – 4:52
3. Chase the Jewel – 5:56
4. Elephants Never Grow Old – 3:27
5. Red Shoes – 4:17
6. Searching – 3:33
7. Contact – 3:22
8. Fly High Fall Far – 4:51
9. Victims of Life – 6:56
10. Dark Summer's Day – 5:57
11. Excalibur – 6:29
12. Fly High Fall Far (live) – 4:23

## Skład zespołu
Twórcami albumu są:
- Nick Barrett – śpiew, gitara
- Rik Carter, Clive Nolan – instrumenty klawiszowe
- Peter Gee – gitara basowa, gitara
- Nigel Harris, Fudge Smith – instrumenty perkusyjne